# Humberto C. Sigal
Humberto César Sigal (Munro, 18 de noviembre de 1941) es un bioquímico y político argentino de la Unión Cívica Radical, que se desempeñó como senador nacional por la provincia del Chubut entre 1983 y 1986.

## Biografía
Nació en Munro (provincia de Buenos Aires) en 1941, y en 1946 se radicó con su familia en Comodoro Rivadavia (Chubut). Se recibió de bioquímico y trabajó como inspector en la petrolera estatal Yacimientos Petrolíferos Fiscales. A lo largo de su carrera fue gerente y vicepresidente de empresas del sector petroquímico; como así también jefe de trabajos prácticos en la Universidad Nacional de la Patagonia San Juan Bosco.
En política, se incorporó a Franja Morada, del cual fue secretario en 1972, y a la Unión Cívica Radical (UCR). En el ámbito partidario, integró el comité provincial y la Convención Nacional, en donde fue secretario durante dos períodos. En las elecciones locales de 1973, fue elegido concejal de Comodoro Rivadavia, siendo vicepresidente del cuerpo.
Adhirió al Movimiento de Renovación y Cambio liderado por Raúl Alfonsín y en las elecciones al Senado de 1983 fue elegido senador nacional por la provincia del Chubut, completando su mandato en 1986.
Allí fue presidente de la comisión de Energía y de la comisión especial «para el Estudio del Desarrollo de la Región al Sur del Río Colorado». Además, integró como vocal las comisiones de Combustibles; de Comunicaciones; de Industria; de Recursos Naturales y Ambiente Humano; de Asistencia Social y Salud Pública; y de Economías Regionales; y se desempeñó como secretario del bloque de senadores de la UCR. Entre 1984 y 1986 fue miembro del Consejo Federal de Energía.
Junto con los senadores Fernando de la Rúa (Capital Federal), Luis León (Chaco), Faustino Mazzucco (Río Negro) y Héctor Velázquez (Misiones), integró la autoría de un proyecto de ley sobre política indígena y apoyo a las comunidades aborígenes presentado en 1984 y sancionado como ley con el número 23.302.
Tras su paso por el Senado fue asesor del entonces vicepresidente de la Nación Víctor Martínez entre 1987 y 1989 e integró el Círculo de Legisladores de la Nación, del cual fue designado vicepresidente primero en 1993.